# Кирьяков, Афанасий Абрамович
Афана́сий Абра́мович Кирьяко́в (1747—1809) — московский 2-й гильдии купец Кадашевской слободы с 1786 года, из серпуховских купцов, имел торг в кружевном золотом ряду Китай-города. Родоначальник династии.

## Семья
Супруга – Марья Семёновна (1761—?)
Дети и внуки:
- Маргарита Афанасьевна (1799—?)
- Евдокия Афанасьевна (1781—?)
- Павел Афанасьевич (1784—?), с 1820 года — потомственный почётный гражданин Москвы.
- Клавдий Афанасьевич (1792 — 1863 или после 1866), с 1 января по 10 августа 1849 года — московский городской голова; потомственный почётный гражданин Москвы.
  - Александр Клавдиевич (1818—?)
  - Александра Клавдиевна, замужем за поручиком Буниным.

Кирьяковы были покровителями Церкви Николая Чудотворца, что в Подкопаях.
В 1792—1896 годах владели усадьбой в Хитровском переулке (Объект культурного наследия федерального значения (Постановление Совета Министров РСФСР № 624 от 04.12.1974 г.) — городская усадьба Лопухиных — Волконских — Кирьяковых — доходное владение Буниных (сер. XVIII в. — нач. XIX в.) — Главный дом — доходный дом (сер. XVIII в., 1878 г., 1900 г.). Здесь 25 декабря 1871 года родился выдающийся русский композитор и пианист А. Н. Скрябин (современный адрес Хитровский переулок, д. 3/1, стр. 2, 3).